# TiVo Corporation
La TiVo Corporation (in passato conosciuta come Macrovision Solutions Corporation, più semplicemente, Macrovision e dal 2011 come Rovi Corporation) è una compagnia statunitense fondata nel 1983 ed ha sede a San Carlos in California. È quotata al NASDAQ di New York.

## Acquisizioni

### Come Macrovision
- Nel 2000 acquistò la compagnia Globetrotter.[2]
- Nel 2002 acquistò la compagnia israeliana Midbar Technologies, sviluppatori del protettore di dischi ottici Cactus Data Shield, per 17 milioni di dollari.[3]
- Nel 2004 acquistò InstallShield.
- Nel 2005 acquistò i diritti di proprietà intellettuale del DVD Decrypter dal suo sviluppatore.[4]
- Sempre nel 2005, acquistò ZeroG Software, creatori di InstallAnywhere e Trymedia Systems.
- Nel 2006 acquistò eMeta.
- Il 1º gennaio 2007 acquistò Mediabolic, Inc.[5]
- Il 6 novembre 2007 annunciò le sue intenzioni di acquistare All Media Guide,[6] divenendone il proprietario poco più di un mese dopo, per 72 milioni di dollari.[7]
- Il 7 dicembre 2007 annunciò di voler acquistare Gemstar-TV Guide[8], completando l'accordo il 5 agosto 2008.

### Come Rovi

Il logo di Rovi

- Il 16 marzo 2010 acquistò Recommendations Service MediaUnbound.[9]
- Il 23 dicembre 2010 annunciò le sue intenzioni di acquistare Sonic Solutions.[10]
- Il 1º marzo 2011 acquistò SideReel.[11]
- Il 5 maggio 2011 acquistò DigiForge.[12]
- Nel luglio 2013 vendette AMG (e i suoi database musicali, cinematografici e videoludici) alla All Media Network,[13] già proprietaria dei siti web SideReel e Celebified.

### TiVo Corporation
Nel 2016 a seguito dell'acquisizione della TiVo Inc., azienda produttrice del noto videoregistratore digitale TiVo, per 1,1 miliardi di dollari ha cambiato il nome in TiVo Corporation.